# کارل ویسنبرگ
کارل ویسنبرگ (آلمانی: Karl Weissenberg؛ زاده ۱۱ ژوئن ۱۸۹۳ در وین - درگذشته ۶ آوریل ۱۹۷۶ در لاهه) یک فیزیک‌دان اهل اتریش که به خاطر کمک‌هایش به رئولوژی و بلورنگاری شناخته شده است.